# 川畑恒一
川畑 恒一（かわばた こういち、1970年11月18日 - ）は、北海道放送（HBC）のアナウンサー。

## 略歴
東京都国分寺市出身。早稲田大学社会科学部卒業後、1994年入社。2003年から1年間は報道部に異動。その後2004年からアナウンス部に復帰し、現在はスポーツ中継（おもにHBCファイターズナイター）を担当。
コロナ禍中にラジオで愛称で
【コッチー】
と呼ばれるようになり、今までのお堅い印象から、本当はもっと面白い柔らかい印象を受けるようになった。

## 出演番組
現在のラジオ 
- HBCファイターズナイター
- コンサドーレライブスタジアム
- HBCミュージックナイター「フルカウント!」
- HBCニュース（不定期）

過去のラジオ 
- プロ野球三都物語
※プロ野球開幕前に1年に1度放送。
- FIGHTERS RADIO!
- ベストテンほっかいどう

### テレビ
- 侍プロ野球（北海道日本ハムファイターズ戦）
- ゴルフ・長嶋茂雄Invitational セガサミーカップゴルフトーナメント[1]
- HBCニュース（不定期）